# Volker Storch
Volker Storch (* 4. Dezember 1943 in Neumünster, Schleswig-Holstein) ist ein deutscher Zoologe.

## Leben
Storch studierte Biologie und Chemie an der Universität Kiel und promovierte dort 1968 mit einer vergleichend-anatomischen Arbeit über Vielborster (Polychaeta) unter der Anleitung von Adolf Remane. 1971 habilitierte er sich mit einer vergleichend-ultrastrukturellen Arbeit über Rezeptoren. Von 1973 bis 1976 war er mit der Vertretung einer Professorenstelle in Hamburg betraut; 1978 hatte er eine Gastdozentur an der Universität von San Carlos auf den Philippinen inne. Von 1979 bis zu seiner Emeritierung 2009 war er ordentlicher Professor mit Lehrstuhl an der Universität Heidelberg. Anschließend hatte er weitere Gastdozenturen in Südostasien inne und absolvierte Forschungsaufenthalte im Ausland, insbesondere in den USA, Australien und in der Antarktis.
Volker Storch ist gemeinsam mit Adolf Remane und Ulrich Welsch Autor einer Reihe von bekannten Sach- und Lehrbüchern, die als Standardwerke des zoologischen Studiums gelten.

## Mitgliedschaften und Ehrungen
- Mitglied im Arbeitskreis (AK) Evolutionsbiologie[2]
- Zu Ehren von Volker Storch wurden fünf Tierarten benannt: der Hakenrüssler Condyloderes storchi, die Garnele Periclimenaeus storchi, sowie die Polychaeten Archinome storchi und Samytha storchi sowie der Stummelfüßer Peripatopsis storchi.[3]
- 2004: Ehrendoktor der Ernst-Moritz-Arndt-Universität Greifswald[4]
- 2010: Seniorprofessor der Ruperto Carola[5]

## Schriften (Auswahl)
- mit Maximilian Renner, Volker Storch und Ulrich Welsch: Kükenthals Leitfaden für das zoologische Praktikum. 20., neubearbeitete Auflage. G. Fischer, Stuttgart/Jena 1991; zuletzt: mit Ulrich Welsch: Kükenthal Zoologisches Praktikum. 26. Auflage. Spektrum Akademischer Verlag, Heidelberg 2009.
- mit Ulrich Welsch und Michael Wink: Evolutionsbiologie. Springer, Berlin 2001; 3., überarbeitete und aktualisierte Auflage 2013.